# Seasons (Bing Crosby)
Seasons è un album in studio del cantante e attore statunitense Bing Crosby, pubblicato postumo nel 1977.

## Tracce
Side 1
1. Seasons – 3:10 (Gilbert Bécaud, Ken Barnes)
2. On the Very First Day of the Year – 2:18 (Pete Moore, Ken Barnes)
3. June in January – 2:55 (Ralph Rainger, Leo Robin)
4. Spring Will Be a Little Late This Year – 2:58 (Frank Loesser)
5. April Showers – 2:28 (Buddy DeSylva, Louis Silvers)
6. June Is Bustin' Out All Over – 3:17 (Richard Rodgers, Oscar Hammerstein II)

Side 2
1. In the Good Old Summer Time – 2:45 (George Evans, Ren Shields)
2. Summer Wind – 3:50 (Heinz Meier / Johnny Mercer)
3. Autumn in New York – 3:26 (Vernon Duke)
4. September Song – 3:50 (Kurt Weill, Maxwell Anderson)
5. Sleigh Ride – 3:10 (Leroy Anderson, Mitchell Parish)
6. Yesterday When I Was Young – 3:23 (Charles Aznavour, Herbert Kretzmer)